# Gustav Kiepenheuer Bühnenvertrieb
Die Gustav Kiepenheuer Bühnenvertriebs-GmbH ist ein in Berlin-Dahlem ansässiger Medien- und Theaterverlag, der Theaterstücke, Drehbücher und Hörspiele verlegt und deren Urheber gegenüber Sendeunternehmen, Film- und Fernsehproduktionsfirmen sowie Bühnenunternehmen vertritt. 
Geschäftsführer sind Bernd Schmidt und Moritz Staemmler.
Die Gustav Kiepenheuer Bühnenvertriebs-GmbH ist Mitglied im Verband Deutscher Bühnen- und Medienverlage mit Sitz in Berlin.

## Geschichte
Die Gustav Kiepenheuer Bühnenvertriebs-GmbH wurde 1931 als Tochtergesellschaft des Gustav Kiepenheuer Verlages gegründet. Zweck der Neugründung bzw. der Ausgliederung aus dem 1910 gegründeten Buchverlag war es, den Werken der Theater- und Hörfunkautoren eine angemessene Vertriebsform zu schaffen und eine engere, mediengemäße Bindung zwischen dem Bühnenvertrieb und den Verwertern in den Theatern und im Rundfunk zu etablieren. Aus dieser frühen Spezialisierung entstand ein moderner Medienverlag (kiepenheuer-medien), der sich heute allen Verwertungen im non-print-Bereich zugewandt hat. Seit August 2013 veröffentlicht die Gustav Kiepenheuer Bühnenvertriebs-GmbH Theaterstücke auch als E-Book.
Die Gustav Kiepenheuer Bühnenvertriebs-GmbH ist ein eigenständiges, konzernunabhängiges Unternehmen. Zu dem in Köln ansässigen  Verlag Kiepenheuer & Witsch sowie dem in Berlin ansässigen Gustav Kiepenheuer Verlag bestehen keine ökonomischen Verbindungen. Eine Verlagsgeschichte aller Kiepenheuer-Verlage erschien 2011 im Ch. Links Verlag.
Seit Dezember 2024 kooperiert die Gustav Kiepenheuer Bühnenvertriebs-GmbH mit dem ebenfalls in Berlin ansässigen Theater- und Medienverlag Felix Bloch Erben.

## Profil
Das Verlagsprogramm umfasst alle Genres internationaler und deutschsprachiger Dramatik. Das Werkverzeichnis nennt circa 1000 Titel und 600 Urheber (Autoren, Bearbeiter, Übersetzer, Komponisten).
Darüber hinaus vertritt die Gustav Kiepenheuer Bühnenvertriebs-GmbH die Medienrechte der Erben von Herbert Asmodi, Ferdinand Bruckner, Alfred Döblin, Oskar Maria Graf, Günter Grass, Victor Klemperer,  Hugo Hartung, Anna Seghers, Alexander und Heinrich Spoerl, Christa Wolf und George Tabori. Im Subvertrieb vertritt die Gustav Kiepenheuer Bühnenvertriebs-GmbH die Medienrechte des  Verlags Klaus Wagenbach, Berlin, die Theaterrechte des  Piper Verlags, München, sowie ausgewählte Theaterrechte des  Deutschen Taschenbuch Verlags (dtv), München. In Einzelfällen bestehen auch Kooperationen mit dem Verlag  Herder (Freiburg) dem  Ravensburger Buchverlag Otto Maier (Ravensburg) und dem Wallstein Verlag (Göttingen).